# Saint-Laurent-des-Mortiers
Saint-Laurent-des-Mortiers är en kommun i departementet Mayenne i regionen Pays de la Loire i nordvästra Frankrike. Kommunen ligger i kantonen Bierné som tillhör arrondissementet Château-Gontier. År 2018 hade Saint-Laurent-des-Mortiers 179 invånare.

## Befolkningsutveckling
Antalet invånare i kommunen Saint-Laurent-des-Mortiers
| Referens: INSEE |